# クリスチャン・コルビー
クリスチャン・ コルビー （Kristian Kolby、1978年10月9日生まれ）は、デンマークリンケビング出身のレーシングドライバー。

## キャリア
コルビーは長年イギリスに拠点を置き、ジュニアシングルシーターレーサーとして成功を収めた。
彼はヴァンディーメンチームのイギリスフォーミュラ・フォードチャンピオンとなる。彼はフォーミュラ3シリーズのレース優勝者になり、 1999年のイギリス選手権とアメリカのインディライツシリーズで4位になった。 カンザス州のインディライツでの彼の勝利は、アイリッシュマンのダミアン・フォークナーをわずかに破った世界で最も近いモーターレースのフィニッシュの1つ。
シングルシーターレースを終える前に、彼はDAMS （Driot-Arnoux Motorsport）キャデラックチームのルマン24時間レースにも出場しました。彼はまた、デンマークのツーリングカーチャレンジでツーリングカーレースに出場した。 
コルビーは、後援者が管財人になったため、2003年に若くしてレースから引退した。
彼はIAGの創設メンバーでもあった。

## レース記録

### 国際F3000選手権
| 年   | エントラント           | 1      | 2      | 3       | 4       | 5       | 6       | 7       | 8     | 9      | 10     | 11     | 12     | DC   | ポイント |
| ---- | ---------------------- | ------ | ------ | ------- | ------- | ------- | ------- | ------- | ----- | ------ | ------ | ------ | ------ | ---- | -------- |
| 2000 | DAMS                   | IMO 11 | SIL 12 | CAT Ret | NUR DNQ | MON DNQ | MAG DNQ | A1R DNQ | HOC 5 | HUN 20 | SPA 15 |        |        | 23位 | 2        |
| 2002 | European Minardi F3000 | INT    | IMO    | CAT     | A1R     | MON     | NUR     | SIL     | MAG   | HOC    | HUN 12 | SPA 10 | MNZ 11 | NC   | 0        |

### ル・マン24時間レース
| 年     | チーム       | コ・ドライバー                          | 車両                            | クラス | 周回 | 総合順位 | クラス 順位 |
| ------ | ------------ | --------------------------------------- | ------------------------------- | ------ | ---- | -------- | ----------- |
| 2000年 | チーム・DAMS | クリストフ・タンソー マルク・ホーセンス | キャデラック・ノーススター・LMP | LMP900 | 4    | DNF      | DNF         |